# Mponela
Mponela – miasto na Malawi, w regionie Centralnym.